# Coliou rayé
Colius striatus
Espèce
Statut de conservation UICN

 LC  : Préoccupation mineure
Le Coliou rayé (Colius striatus) est une espèce d'oiseau de la famille des Coliidae.

## Répartition
Cet oiseau vit en Afrique subsaharienne (rare en Afrique de l'ouest).

## Sous-espèces
Selon la classification de référence du Congrès ornithologique international (14.2) il se répartit en 17 sous-espèces (ordre phylogénétique) :
- Colius striatus nigricollis Vieillot, 1817 — Nigeria et ouest de l'Afrique centrale
- Colius striatus leucophthalmus Chapin, 1921 — nord de la RDC sud-est du Centrafrique et ouest du Soudan du Sud
- Colius striatus leucotis Rüppell, 1839 — est du Soudan, Érythrée et Éthiopie
- Colius striatus hilgerti Zedlitz, 1910 — sud-ouest de Djibouti, nord-est de l'Éthiopie et nord-ouest de la Somalie
- Colius striatus jebelensis Mearns, 1915 — nord-est de la RDC, Soudan du Sud et nord de l'Ouganda
- Colius striatus mombassicus Someren, 1919 — sud de la Somalie et nord-est de la Tanzanie
- Colius striatus kikuyensis Someren, 1919 — centre du Kenya et nord de la Tanzanie
- Colius striatus cinerascens Neumann, 1900 — Tanzanie
- Colius striatus affinis Shelley, 1885 — est de la Tanzanie, nord du Mozambique et est du Zimbabwe
- Colius striatus berlepschi Hartert, 1899 — sud-ouest de la Tanzanie, nord-est de la Zambie et Malawi
- Colius striatus kiwuensis Reichenow, 1908 — forêts d'altitude du rift Albertin
- Colius striatus congicus Reichenow, 1923 — est de l'Angola, sud de la RDC et ouest de la Zambie
- Colius striatus simulans Clancey, 1979 — centre du Mozambique et sud-est du Malawi
- Colius striatus integralis Clancey, 1957 — nord-est de l'Afrique du Sud, sud-est du Zimbabwe et Malawi
- Colius striatus rhodesiae Grant & Mackworth-Praed, 1938 — est du Zimbabwe et ouest du Mozambique
- Colius striatus minor Cabanis, 1876 — est de l'Afrique du Sud et Eswatini
- Colius striatus striatus Gmelin, 1789 — sud de l'Afrique du Sud